# قبرة حمراء
قبرة حمراء (الاسم العلمي Calendulauda burra)، طائر من فصيلة القبرية ورتبة العصفوريات. أعطانه غرب جنوب أفريقيا وربما في ناميبيا، موائله الطبيعية مناطق الأراضي الأشجار القمئية الشبه استوائيه أو المدارية الجافة والأراضي المنخفضة والأراضي العشبية. وهي مهددة بفقدان موائلها.